# Горбовичі
Горбо́вичі — село в Україні, у Бучанському районі Київської області. Населення становить 267 осіб. Входить до складу Дмитрівської сільської громади.
Поруч з селом знаходиться заповідне урочище «Корчуватник».

## Населення

### Мова
Розподіл населення за рідною мовою за даними перепису 2001 року:

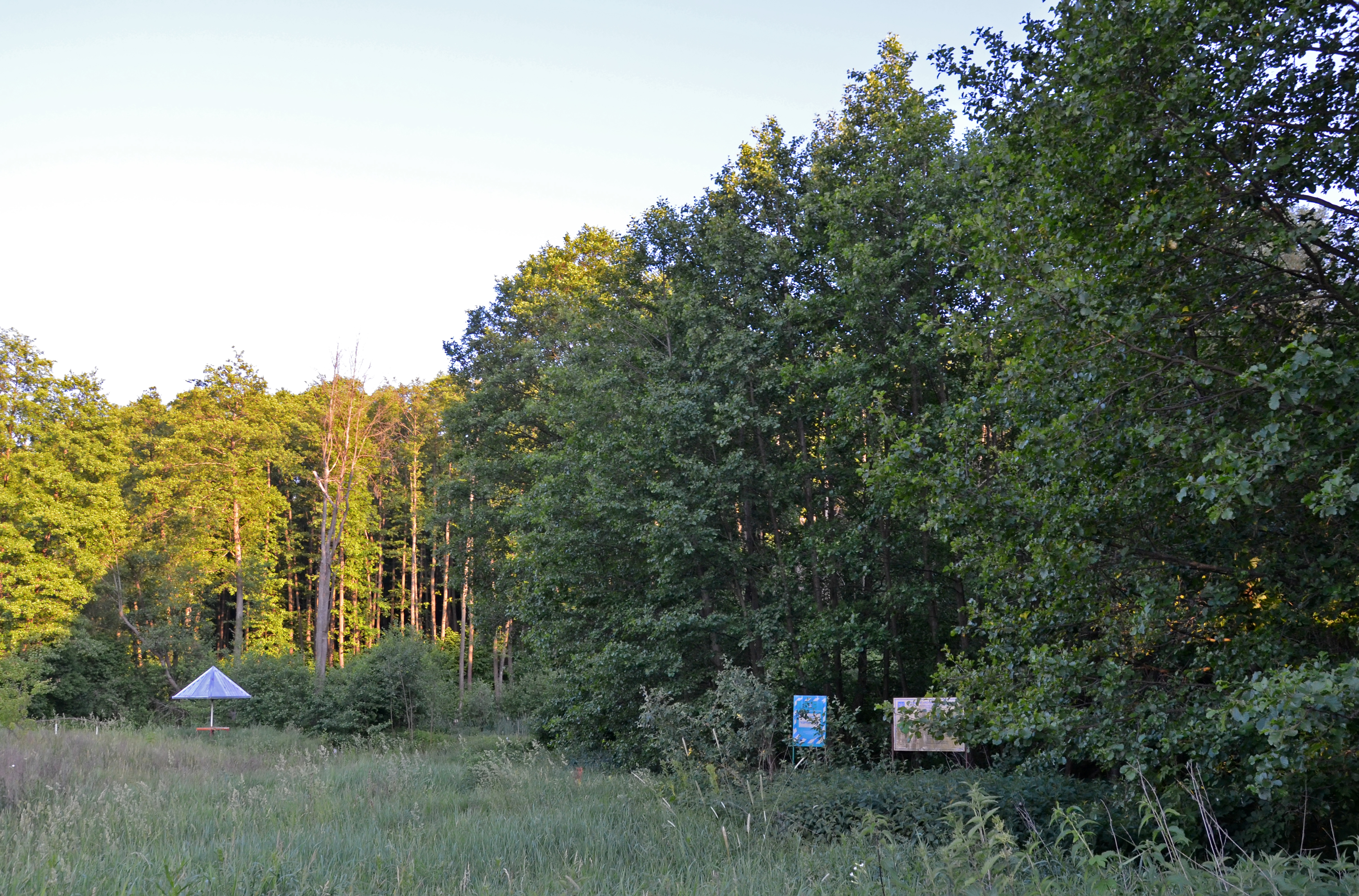
Корчуватник (урочище) біля с. Горбовичі

| Мова       | Кількість | Відсоток |
| ---------- | --------- | -------- |
| українська | 265       | 99.25%   |
| вірменська | 2         | 0.75%    |
| Усього     | 267       | 100%     |

## Відомі мешканці
В селі знаходиться маєток народного депутата України Єгора Соболєва.